# Corneille des Banggai
Espèce
Synonymes
- Gazzola unicolor Rothschild & Hartert, 1900 - protonyme[2]

Statut de conservation UICN

 CR C2a(i,ii) : 
En danger critique
La Corneille des Banggai (Corvus unicolor) est une espèce d'oiseaux de la famille des Corvidae. Elle est en danger critique d'extinction. La population totale est estimée à environ 500 individus matures.  

## Description
Corvus unicolor est une petite corneille de 39 cm de long et un poids de 175 g. Cet oiseau est complètement noir, avec un petit reflet verdâtre ou bleuâtre. Sa queue est courte et son iris pâle.

### Voix
Corvus unicolor émet un sifflement aigu de trois à quatre notes : « kruik, kruik, kruik ».

### Alimentation
Cette espèce se nourrit d'arthropodes.

## Répartition et habitat
Cet oiseau est endémique d'Indonésie. Il fréquente les forêts humides et montagneuses.

## Étymologie
Son nom vernaculaire, Corneille des Banggai, fait référence aux îles Banggai en Indonésie.

## Publication originale
- (en) Lionel Walter Rothschild et Ernst Hartert, « Gazzola unicolor, n. sp », Bulletin of the British Ornithologists' Club, vol. 11,‎ 1900, p. 29-30 (lire en ligne, consulté le 12 février 2020).